# Nightmare Ned
Nightmare Ned — компьютерная игра, созданная Creative Capers Entertainment и Window Painters Ltd. в 1997 году, и вдохновившая создание одноимённого мультипликационного сериала силами Walt Disney Television Animation.

## Сюжет
Десятилетний мальчик по имени Нэд (в русском переводе — Пупок) остаётся один дома на ночь. Нэд боится темноты и ему часто снятся кошмары. Игра начинается когда он засыпает и путешествует через пять порталов, каждый из которых ведет к одному из его страхов: Кладбище, Больница, Туалет, Чердак и Школа. Каждый из порталов имеет своего «хранителя» в виде тени, которые постоянно подкалывают героя. По мере прохождения игры тени превращаются в реальных людей из жизни Нэда.
В игре есть два окончания. «Плохой конец» наступает при использовании больше чем 8 досрочных выходов из порталов. Нэд продолжает всего бояться. «Хорошее» окончание — Нэд просыпается, встречает родителей и больше ничего не боится.

## Озвучивание
- Гэрри Андерсон — Кладбищенская тень/Дедушка
- Джэф Цезарио — Школьная тень/Билли Блэкбирд
- Стив Кун
- Дэвид Холмс
- Майкл О’Майли
- Эди Макклёрг — Дракон-рассказчик
- Куртлэнд Мид — Нэд
- Минелла, Лани — Мама Нэда
- Наджими, Кэти
- Уэнтворт, Александра — Больничная тень/Доктор Ключник